# 引越し奉行
『引越し奉行』（ひっこしぶぎょう）は、宮澤卓宏により製作された日本のインディーゲーム。「おばあちゃん」の引越し作業を手伝うという名目で家具を投擲して荷物を届け、新居を破壊する内容である。全5ステージ。Flashゲームであったが、アプリ版もリリースされた。

## 内容
重りを使って家具をカタパルトで投擲し、「おばあちゃん」の居る新居に荷物を届ける内容になっている。一度目のタップまたはクリックで留め金が外れて重りが作動し、二度目でロープが切れて家具が投擲される。新居を破壊されても「おばあちゃん」は怒らず、むしろ指定位置と届いた家具の位置が近ければ高い評価のコメントをする。新居の破壊を抑えつつ指定位置の近くに家具を置くと高得点に繋がるが、故意に新居を破壊する楽しみ方も出来る。1ステージごとにスコアが提示され、全ステージ終了後に提示される合計スコアで競う。
全5ステージで、投擲する家具はそれぞれちゃぶ台・冷蔵庫・箪笥・テレビ・だるま。ちゃぶ台とだるまは地面で跳ね返りやすいが冷蔵庫はそのまま着弾するなど、投擲する家具によって特性や重量が異なるため、それぞれの最適発射位置も異なる。
「おばあちゃん」の引越しに至った経緯として嫁姑問題と説明されることもあるが、公式には引越しの背景は設定されていない。

## 製作
物理演算エンジンのBox2DをActionScriptに移植したBox2DFlashAS3を使用して製作された。Box2DFlashAS3はリリースから半年ほど日本語での情報が出回っておらず、宮澤卓宏は先行してBox2DFlashAS3を利用すれば市場を開拓できると考えた。エンジンをカスタマイズして最初に製作した作品が『引っ越し奉行』であった。カスタマイズ後の製作期間は4日で、これは宮澤のゲーム作品の中でも短い部類であった。4日間のうち半分は絵の製作に費やされた。
Box2Dの仕様上、物理演算を行うと重力によりオブジェクトは簡単に倒壊する。そのため物理演算をせずにオブジェクトを組み立て、物理演算を適用して破壊するゲームというコンセプトが生まれた。『引越し奉行』に引越しが導入されたのは、家屋の破壊の理由付けの意味があった。「おばあちゃん」は新居を無人の家にせず生活感を醸し出すために導入された。屋根の落下や荷物の直撃といった要素が「おばあちゃん」への虐待にならないよう、「おばあちゃん」には強い態度をとらせている。また、引越しも虐待を避けるための名目であった。
オリジナル版は2008年2月に公開。2013年5月にiPhoneとAndroidに対応したアプリ版が登場した後、2019年5月に再度リリースされた。オリジナルのAdobe Flash版は非公開となった。